# Iron Man & Captain America: Heroes United
Iron Man & Captain America: Heroes United è un film d'animazione direct-to-video di Marvel Animation. Il film è stato distribuito negli Stati Uniti su Digital HD, On-Demand e Disney Movies Anywhere il 29 luglio 2014. Con Adrian Pasdar nei panni di Iron Man e Roger Craig Smith nei panni di Capitan America. Il film non è mai stato doppiato in italiano, ma rilasciato in versione sottotitolata.

## Trama
Teschio Rosso e Taskmaster hanno messo a punto un piano per sbarazzarsi di Capitan America; rubando le armi che appartenevano ad Iron Man.
Dopo che l'addestramento dei due eroi fu completato, i soldati dell'Hydra si infiltrarono nell'elivelivolo e si diressero verso il deposito delle armi. Durante il loro attacco, due soldati entrarono e fuggirono con il Cannone Repulsore di Stark (Stark Repulsor Cannon). Iron Man vola per recuperare il suo cannone a repulsori mentre Cap combatte con Taskmaster, ma senza successo mentre Taskmaster lo prende e lo porta alla base.
Teschio Rosso ha rubato il sangue sovrumano di Cap per creare un esercito, replicato con gli stessi poteri, con una macchina chiamata Neurotrasduttore (Neurotransducer). Ad Iron Man è stato riferito che non solo lo scafo dell'Elivelivolo è danneggiato, ma la sua armatura Mark VI è stata presa da Taskmaster durante l'infiltrazione. Ha trovato la sua base in un bunker militare abbandonato nell'Estonia meridionale.
Il siero è stato completamente creato e Teschio Rosso ha fatto il lavaggio del cervello a Cap, facendolo diventare un alleato dell'Hydra (Capitan Hydra) e combatte contro Iron Man, che arriva per salvarlo. Durante il combattimento, Cap entra nei sistemi di Iron Man, permettendo così a Taskmaster di ottenere l'accesso per controllare la sua armatura Mark VI. Iron Man riporta Cap alla normalità, ma continuarono a lottare per far pensare a Taskmaster che Cap sia ancora sotto il controllo dell'Hydra. Successivamente, Taskmaster annunciò a Cap il suo piano di rovesciare Teschio Rosso e di governare il mondo, prima di essere sconfitto dai due. Mentre se ne vanno, Taskmaster fugge e attiva la sua armatura Mark VI, nominata "The Iron Master".
Arrivati in Antartide, due dei Vendicatori videro gigantesco razzo, contenente il sangue di Cap, abbastanza da trasformare tutti nel mondo nel suo esercito superpotente, e una struttura sotterranea dove produssero in serie il Cannone Repulsore di Stark e copiarono lo scudo di Cap da quello vero. Combattono contro i rimanenti soldati dell'Hydra e bloccano la produzione della struttura. Prima che possano abbattere Teschio Rosso, The Iron Master arriva e tenta di ucciderlo, ma l'armatura era sotto il controllo di Teschio Rosso e lo costrinse ad ucciderli, ma viene rapidamente sconfitto. I sovrumani soldati dell'Hydra arrivarono per sconfiggere i due Vendicatori. Prima che possano finirli, Hulk arriva in loro aiuto. Iron Man combatte contro Iron Master con Hulk e vincono, mentre Cap affronta Teschio Rosso e ferma la sequenza di lancio del razzo. Cap riesce a fermare il razzo inserendo il suo scudo nei serbatoi del carburante, causando la distruzione del razzo al lancio e distruggendo l'intera struttura nel processo. Teschio Rosso, Iron Master e i restanti soldati dell'Hydra sono sopravvissuti e sono fuggiti, ma vennero in custodia da S.H.I.E.L.D. .
All'Elivelivolo, Iron Man, Cap (nella sua armatura Iron Patriot) e Hulk iniziano ad allenarsi e finirono con i due che furono battuti dai missili di Iron Patriot. Dopo che i due hanno fatto pace, loro e Hulk sono andati fuori a mangiare.

## Produzione
Come il suo predecessore, anche questo film è la prima produzione Marvel Animation al di fuori di qualsiasi joint venture. Il film era in produzione a partire da dicembre 2013 quando pubblicarono un filmato con l'annuncio che il film sarebbe uscito nel 2014. Il film è stato distribuito il 29 luglio 2014 (USA).
Anche per questa pellicola lo studio ha utilizzato un nuovo processo che hanno inventato definito "involucro 2-D". Questo processo inizia con un'animazione tradizionale, quindi lo scannerizza nel computer per avvolgerlo intorno ai "personaggi per dare consistenza e peso agli sfondi e enfatizzare fortemente le espressioni facciali".